# Резня в психиатрической клинике в Кигали
Резня в психиатрической клинике в Кигали — произошедшее в ходе геноцида в Руанде массовое убийство боевиками ополчения интерахамве нескольких сотен людей из народности тутси.

## Хронология событий
8 апреля 1994 года около тысячи бельгийских и французских солдат взяли под свой контроль аэропорт в Кигали. Эти солдаты не были подразделением ООН и их задача состояла в том, чтобы обеспечить эвакуацию иностранцев, уезжающих из Руанды. С ними прибыло около 10 журналистов.
9 апреля они вместе с солдатами добрались до психиатрической клиники в Кигали, где в это время был заблокирован персонал, состоящий из европейцев. В этом же госпитале три дня укрывались от расправы несколько сотен людей из народности тутси.
По пути в клинику солдаты и журналисты проехали мимо боевиков интерахамве, ждавших снаружи клиники. При прибытии солдат тутси вышли из госпиталя и сообщили, что были окружены боевиками интерахамве, которые уже убили некоторых из них. Когда тутси поняли, что солдаты не собираются их спасать, они обратились к журналистам, но и те не смогли оказать никакой помощи. Европейцы в сопровождении солдат покинули госпиталь, после чего туда сразу же проникли боевики интерахамве и убили всех находившихся там тутси.